# (31109) Janpalouš
(31109) Janpalouš – planetoida z grupy pasa głównego okrążająca Słońce w ciągu 3 lat i 183 dni w średniej odległości 2,31 j.a. Została odkryta 14 sierpnia 1997 roku w Obserwatorium Kleť w pobliżu Czeskich Budziejowic przez Miloša Tichego i Zdenka Moravca. Nazwa planetoidy pochodzi od Jana Palouša (ur. 1949), naukowca zajmującego się badaniami dynamiki galaktyk w Instytucie Astronomicznym Czeskiej Akademii Nauk. Przed nadaniem nazwy planetoida nosiła oznaczenie tymczasowe (31109) 1997 PL4.